# بايرون كينيدي
بايرون كينيدي (بالإنجليزية: Byron Kennedy)‏ هو منتج أفلام ومصور سينمائي وكاتب سيناريو أسترالي، ولد في 18 أغسطس 1949 في ملبورن في أستراليا، وتوفي في 17 يوليو 1983 في Warragamba Dam ‏ في أستراليا بسبب حوادث الطيران.

## وصلات خارجية
- بايرون كينيدي على موقع IMDb (الإنجليزية)
- بايرون كينيدي على موقع ألو سيني (الفرنسية)
- بايرون كينيدي على موقع أول موفي (الإنجليزية)
- بايرون كينيدي على موقع قاعدة بيانات الأفلام السويدية (السويدية)
- بايرون كينيدي على موقع قاعدة بيانات الفيلم (الإنجليزية)
- بايرون كينيدي على موقع كينوبويسك (الروسية)